# Abraham van der Sluis
Abraham (Bram) van der Sluis (* 15. November 1928 in Utrecht; † 20. März 2004) war ein niederländischer Mathematiker, der als Doyen der Numerischen Mathematik in den Niederlanden galt. Er war Professor an der Universität Utrecht.
Van der Sluis studierte ab 1946 Mathematik und Physik in Utrecht (Doctoraalexamen 1952 cum laude) wurde 1956 bei Jan Popken an der Universität Amsterdam promoviert (General Orthogonal Polynomials). Als Post-Doktorand war er in Kanada (New Brunswick) und nach seiner Rückkehr Assistent bei Hans Freudenthal in Utrecht. Er interessierte sich früh für Computer und baute das Rechenzentrum an der Universität Utrecht auf (dessen Direktor er bis 1970 war), wozu er sich auch einige Monate an der ETH Zürich bei Eduard Stiefel und Heinz Rutishauser aufhielt. 1962 wurde er Professor für Numerische Mathematik in Utrecht. 1988 wurde er emeritiert.
In der Numerischen Mathematik befasste er sich unter anderem mit Konditionszahlen und dem CG-Verfahren.
Zu seinen Doktoranden gehören Robert Mattheji und Henk van der Vorst.

## Schriften
- Computers en Algoritmen, Groningen: Wolters-Noordhoff 1969
- Condition Numbers and Equilibration of Matrices. Numerische Mathematik, 14, 1969, S. 14–23
- Condition, Equilibration and Pivoting in Linear Algebraic Systems, Numerische Mathematik, 15, 1970, 74–86
- mit Henk van der Vorst: The rate of convergence of conjugate gradients, Numerische Mathematik, Band 48, 1986, 543–560
- The convergence behavior of Ritz values in the presence of close eigenvalues, Linear Algebra and its Applications, Band 88/89, 1987, 651–694